# La Guêpe (film)
Pour les articles homonymes, voir La Guêpe.
Pour plus de détails, voir Fiche technique et Distribution.
La Guêpe est un film canadien réalisé par Gilles Carle et sorti en 1986.

## Synopsis
Une femme voit mourir ses deux enfants fauchés par une voiture conduite par un milliardaire ivre et condamné par la justice à une peine dérisoire. Elle ne vit plus que dans l'obsession de la vengeance.

## Fiche technique
- Réalisation : Gilles Carle
- Scénario : Gilles Carle, Camille Coudari, Catherine Hermary-Vieille
- Photographie : Guy Dufaux
- Musique : Osvaldo Montes
- Producteur : François Floquet
- Montage : Michel Arcand
- Décors : Diane Gauthier
- Costumes : Nicole Pelletier
- Langue : français
- Date de sortie :
  - Canada : 27 août 1986 (Festival du film de Montréal)
  - France : 14 février 1990

 Sauf indication contraire, les informations mentionnées dans cette section peuvent être confirmées par la base de données cinématographiques IMDb,  présente dans la section « Liens externes ».

## Distribution
- Chloé Sainte-Marie : Chloé Richard
- Warren Peace : Steven Cook
- Donald Pilon : Delphis Martin
- Ethne Grimes : Stéphanie
- Claude Gauthier : Louis Richard
- Gilbert Turp : Marc
- Paul Buissonneau : Joseph Lambert
- Guy Godin : Pilote instructeur
- Alain Villeneuve : Ministre

## Réception critique
Le film est assez mal reçu par la critique et le public,.